# 張秉堃
張秉堃（？年—？年），號子敏，貴州貴筑縣人，清朝政治人物。

## 生平
由道光乙巳科進士，籤掣四川，厯署永寧、江安等處，調充己酉科同考試官，咸豐三年十月署四川順慶府岳池縣知縣。